# Карл Фляйге
Карл Фляйге (нім. Karl Fleige; 5 вересня 1905, Гільдесгайм — 16 грудня 1975, Ерцгаузен) — німецький офіцер-підводник, капітан-лейтенант крігсмаріне. Кавалер Лицарського хреста Залізного хреста.

## Біографія
В жовтні 1924 року вступив на службу у ВМФ матросом. Служив на міноносцях, крейсерах і навчальному кораблі «Горх Фок». В жовтні 1937 року переведений в підводний флот і в травні 1938 року призначений на підводний човен U-20, яким командував Карл-Гайнц Меле. В червні 1940 року Меле був призначений командиром U-123 і взяв в команду Фляйге. В серпні 1941 року був переведений в берегові частини 5-ї флотилії в Кілі (командиром флотилії став Меле). З 3 грудня 1942 року — командир U-18 (Тип II-B), на якому зробив 7 походів (провівши в морі в цілому 206 днів). Особливий успіх Фляйге принесли бойові дії проти конвоїв союзників в Чорному морі. В серпні 1944 року здав командування і в грудні був призначений інструктором 24-ї флотилії і 1-ї навчальної підводної дивізії. В травні 1945 року інтернований союзниками. В серпні 1945 року звільнений.
Всього за час військових дій потопив 1 корабель водотоннажністю 400 тонн і пошкодив 2 кораблі водотоннажністю 7801 тонна. 
| Дата              | Назва корабля              | Тип                             | Тоннаж | Екіпаж | Загинули | Країна |
| ----------------- | -------------------------- | ------------------------------- | ------ | ------ | -------- | ------ |
| 29 серпня 1943    | ТЩ-11 Джалита              | Тральщик                        | 400    | 38     | 15       | СРСР   |
| 30 серпня 1943    | СКА-0132 (пошкоджений)     | Мисливець за підводними човнами | 56     | ?      | ?        | СРСР   |
| 18 листопада 1943 | Иосиф Сталин (пошкоджений) | Тепловий танкер                 | 7,745  | ?      | ?        | СРСР   |

## Звання
- Лейтенант-цур-зее (1 квітня 1942)
- Оберлейтенант-цур-зее (1 жовтня 1942)
- Капітан-лейтенант (1 квітня 1945)

## Нагороди
- Медаль «За вислугу років у Вермахті» 4-го і 3-го класу (12 років)
- Медаль «У пам'ять 1 жовтня 1938» із застібкою «Празький град»
- Залізний хрест 2-го і 1-го класу
- Німецький хрест в золоті (8 жовтня 1943)
- Лицарський хрест Залізного хреста (18 липня 1944)